# The Saturdays
The Saturdays fue un girl group británico-irlandés creado en 2007 en Londres. Estaba conformado por Frankie Bridge, Rochelle Humes, Una Foden, Vanessa White y Mollie King.
Su música ha partido de una base de pop electrónico, aunque durante el desarrollo de su sonido el grupo ha llegado a añadir matices desde pop rock al dance, este último sobre todo hacia el final de su trayectoria.
Su primer álbum produjo cuatro sencillos top 10 en el Reino Unido, siendo en aquel momento el mejor debut de una banda femenina desde Girls Aloud.
Tras ser teloneras de artistas como Girls Aloud y Take That han recorrido Reino Unido e Irlanda con cuatro giras propias, The Work Tour en junio de 2009, y The Headlines Tour en febrero de 2011, su primera gira por arenas, el All Fired Up Live! en diciembre del mismo año y su primera gira de grandes éxitos Greatest Hits Live! en septiembre de 2014.
Durante su trayectoria han gozado de 14 sencillos en el Top 10, entre ellos los más exitosos: "Up", "Issues","Ego","Higher", "All Fired Up" y su primer #1 "What About Us", todos estos certificados plata y el último oro en Gran Bretaña. Además de 4 álbumes Top 10 y un EP Top 5 en las listas británicas.
The Saturdays han vendido aproximadamente 4 millones de copias.

## Historia

### 2007: Orígenes
El grupo se formó en 2007 bajo la tutela de Fascination-Geffen Records, una subdivisión de la discográfica Polydor Records, quienes buscaban una banda femenina que supusiera la alternativa a las ya consolidadas Sugababes y Girls Aloud. Para ello pusieron en marcha un casting para encontrar a las componentes, la misma práctica empleada para crear grupos como Spice Girls.
Previo a la formación del grupo, Frankie y Rochelle habían pertenecido a la banda S Club 8. Mollie se presentó dos veces al casting del programa de TV X-Factor, la primera en solitario y la segunda, en 2005, como integrante de la girlband Fallen Angelz, que finalmente no encontró apoyo comercial. Una era una compositora irlandesa que lanzó a la venta un EP llamado Sorry. Por último, Vanessa había participado en el musical El Rey León en Londres y tenía un contrato como solista, sin embargo se presentó a las pruebas del grupo y fue seleccionada.

### 2008-2009:Chasing Lights
The Saturdays está bajo la productora Fascination Records, una subdivisión de Polydor Records. Su primer álbum, Chasing Lights, fue grabado durante mayo y junio de 2008, con el aporte de numerosos productores y escritores, incluyendo a Ina Wroldsen y Alex Cartana. El grupo fue talonero de la banda Girls Aloud en su gira llamada "Tangled Up Tour" antes del lanzamiento de su primer sencillo, If This Is Love. Este fue realizado en julio de 2008 y llegó al puesto #8 de las listas musicales británicas.
Su segundo sencillo, Up, fue realizado en octubre de 2008 y llegó al puesto #5. También en octubre, el álbum Chasing Lights fue lanzado al público, ante revisiones generalmente positivas. El álbum llegó al #9 de las listas musicales del Reino Unido y fue certificado Platino por la BPI. El tercer sencillo, Issues, fue lanzado en enero de 2009, alcanzando el puesto #4.
Así como haber apoyado a Girls Aloud, The Saturdays también fue banda telonera de los Jonas Brothers en su concierto en Hammersmith Apollo, el 11 de septiembre de 2008. También se presentaron en el festival "Capital FM's Jingle Bell Ball", realizado en el The O2 Arena en diciembre de ese año. El 5 de noviembre, se presentaron en el show de Perez Hilton "One Night", en Liverpool. Y participaron también en el evento "Cardiff's Gay Pride". En el especial de Navidad del programa "Ross Lee's Ghoulies" de Nickelodeon del Reino Unido, en 2008, The Saturdays hizo una aparición especial.
El grupo también fue invitado al programa "Hollyoaks Later" el 18 de septiembre de 2008, y a otro corto programa de la BBC llamado "Myths". En diciembre de 2008, The Saturdays se presentó en Barnsley y en Hull, como parte de las ceremonias de luces navideñas de ambas ciudades. En enero de 2009, el grupo realizó su cuarto sencillo, una nueva versión de la canción Just Can't Get Enough de Depeche Mode, como uno de los sencillos oficiales de la campaña Comic Relief del año 2009, lanzado en ventas digitales el 1 de marzo y en ventas físicas el 2 de marzo. El 8 de marzo de 2009, el sencillo alcanzó el puesto #2 de las listas musicales británicas, solo detrás del sencillo Right Round del rapero Flo Rida, haciendo de esta canción el primer sencillo para Comic Relief en no alcanzar el #1 desde 1994. Sin embargo, este es uno de los sencillos más altos en listas de la banda. La canción también fue la tercera consecutiva del grupo en entrar en el Top 20 de Irlanda, entrando también al Top 10 en el #9 hacia la segunda semana de su lanzamiento, dándole su primer sencillo Top 10 y su primera aparición en el Top 10 en un mercado musical extranjero.

#### The Work Tour
El grupo consolida su posición en la escena musical británica al pasar de ser teloneras de otros artistas a lanzar su propia gira en 2009, denominada The Work Tour. La gira toma el nombre del sencillo con el que promocionaron sus proyectos en ese momento, Work. Al ser el quinto sencillo extraído del álbum, y ser imposible de promocionar a fondo por estar ocupadas con la gira, la canción terminó quedando en el Reino Unido, fuera del Top 20, en el puesto #22, haciendo de ella el sencillo con más baja posición y el primero en no alcanzar el Top 10. El 2 de agosto de 2009, el sencillo ya no se encontraba en el Top 40 del Reino Unido.
La gira cuenta con 26 conciertos al principio, que son ampliados a 31, que contaron como teloneros a artistas pop como Mini Viva o Pixie Lott. En el segundo concierto, Vanessa se tuerce un tobillo al caer por unas escaleras durante una actuación, y tuvo que actuar sentada durante varios conciertos.

### 2009-2011:WordshakeryHeadlines!
El grupo prepara su segundo trabajo con un sonido más alejado de la electrónica y con una imagen más madura. Sin embargo el álbum no obtiene el apoyo deseado en ventas, y el grupo decide volver al estudio para grabar algunos temas adicionales para lanzarlos junto con los sencillos del segundo trabajo en un "mini álbum" de ocho canciones, dejando una evolución más drástica de su sonido pendiente para el futuro tercer álbum completo. Esta vez las chicas vuelven con una imagen y sonido más juvenil, que sí encuentra su hueco en el mercado.
A pesar de todos los cambios, en esta era conjunta el grupo consiguió algunos de sus sencillos de mayor éxito y consiguió consolidar su base de fanes con una segunda gira, la emisión de la primera serie basada en el grupo y lanzando un libro autobiográfico.

#### Wordshaker
El grupo lanzó su segundo álbum, Wordshaker, el 12 de octubre de 2009, precedido por el primer sencillo, "Forever Is Over", lanzado el 5 de octubre. El videoclip de "Forever Is Over" fue filtrado en YouTube el 22 de agosto de 2009. Se conoce que la letra de este tema fue compuesta por un integrante de la banda Busted y Kelly Clarkson también estaba interesada en conseguirlo. Mollie King afirmó que ni bien lo escucharon supieron que debían conseguirlo. La palabra "Wordshaker" designa a alguien que maquilla y "retuerce" sus palabras con fines negativos y fue creado por las propias chicas.
Este segundo álbum consta de doce temas, entre ellos, "Wordshaker" y "One Shot" que fueron presentados en vivo durante su gira The Work Tour.
El grupo contrató a un equipo callejero para imprimir comentarios entusiastas en diversos sitios web. También, la banda ha usado una estrategia denominada "third party technique".
Con el segundo álbum el grupo quiso estrenar un sonido y una imagen más madura y elegante que no terminó de calar entre el público.
"Forever Is Over" debutó en el puesto #2 de las listas británicas, mientras que el álbum tuvo su posición más alta en el #9.
Sin embargo, el escaso interés en el proyecto se refleja en la caída de ventas que tuvo el álbum en su segunda semana.
El 4 de enero de 2010 el grupo publicó el segundo sencillo, "Ego", que logra alcanzar el Top 10 en la lista de singles de UK entrando directamente al #9. El segundo sencillo rompe con la estética clásica y representa a las chicas como superheroínas. El sencillo logra una calurosa acogida del público y se establece como su mayor éxito, aunque no consigue levantar las ventas del álbum. Habiendo asegurado su atractivo para los sencillos, el grupo decide cerrar la campaña de Wordshaker, a pesar de haber preparado remixes de las canciones Here Standing y One Shot, que se preveían los posibles 3.er y 4.º sencillo.
Los rumores de los meses siguientes las sitúan decidiendo entre tres opciones para superar la campaña: lanzar una reedición de Wordshaker, lanzar un álbum completamente nuevo, o llegar a un término medio, que es lo que hicieron.
En cualquier caso, las chicas deciden despedir a su mánager, Jayne Collins, sintiendo que no les prestaba la suficiente atención al estar lanzando al mismo tiempo a la banda The Wanted, e insatisfechas con el modo en que se planteó la campaña del álbum.

#### Headlines!
Previamente concebido como una reedición de Wordshaker, el grupo lanza un llamado "mini álbum" llamado Headlines! (aunque es reconocido como un álbum completo por las normas de la industria) que incluye cinco canciones inéditas además de los sencillos del anterior álbum y un remix de otra canción de Wordshaker.
El primer sencillo, "Missing You", es una balada eléctrica que entra al #3 de la lista británica, a pesar de que era #1 en los avances oficiales durante la semana. Una vez más el rapero Flo Rida evita que lleguen a lo más alto, y el grupo aprovecha esa historia para conseguir su colaboración en el segundo sencillo, "Higher",. El álbum es lanzado el 16 de agosto, entrando al #3 y consiguiendo el mejor estreno en la historia del grupo. La promoción de Headlines se complementa con la emisión de un documental basado en el grupo, llamado "The Saturdays 24/7". Realizado gracias a un equipo de grabación que ha estado desde julio de 2010 siguiendo el trabajo de las chicas. Con el éxito del álbum, el grupo anuncia su segunda gira, dispuesta para comenzar en febrero de 2011
La fecha prevista para el lanzamiento del nuevo sencillo "Higher", fue el día 1 de noviembre de 2010. El sencillo logró alcanzar el puesto #10 y duró 20 semanas en el Top 100, es uno de los sencillos más exitosos de la banda. Para la semana siguiente el grupo anuncia el lanzamiento de una reedición del álbum, que incluye al original tres canciones más de Wordshaker. Durante el período de tiempo entre el lanzamiento de los dos primeros singles, el grupo aprovecha para promocionar su primer libro biográfico, Our Story.

#### The Headlines Tour
El grupo afronta 2011 con una avalancha de proyectos, empezando por una gira con entradas agotadas en UK e Irlanda, la rumoreada grabación de un documental sobre la misma y del concierto de Londres, además, las chicas comentan en vídeos para la web oficial que harán promoción por Alemania y otros países europeos, antes de lanzar un nuevo álbum y nueva gira antes de terminar el año.
En febrero comienza la segunda gira nacional, originalmente planeada para contar con 17 conciertos, que posteriormente son ampliados a 21, con la aportación de segundos conciertos en algunas ciudades y de algunas fechas en Irlanda, que serían los primeros conciertos internacionales del grupo. La demanda de entradas supera las expectativas, y las entradas llegan a agotarse en cuestión de horas en algunas ciudades.

### 2011-2012:On Your Radar
Mientras que Headlines! era un proyecto que reutilizaba el trabajo del álbum Wordshaker, en 2011 las chicas se enfrascan en la grabación de su tercer álbum completo. En esta ocasión el primer sencillo es presentado varios meses con antelación al álbum, el 22 de mayo. La canción, "Notorious", es un regreso al sonido más electrónico de sus inicios y una apuesta por apelar a un público más amplio que en las campañas anteriores.
"Notorious" supone el salto del grupo a la escena internacional, puesto que es el primer sencillo del grupo lanzado casi simultáneamente en Reino Unido, el resto de Europa y Australia. El sencillo logra debutar en el puesto #8 de las listas británicas y recibió críticas positivas
El siguiente sencillo de la campaña es "All Fired Up", con el que el grupo asalta definitivamente el género dance. Como "Notorious", "All Fired Up" también es lanzado internacionalmente. A pesar de cambiar drásticamente su estilo musical, el sencillo recibió una buena acogida de la crítica y del público alcanzando el puesto #3 en los UK Singles Chart. El tercero y final fue una balada llamada "My Heart Takes Over" , y que sirvió de presentación del tercer álbum, On Your Radar, que toma el título de una estrofa de "All Fired Up". La canción no tiene una buena acogida comercial ganándose el puesto #15 en Reino Unido, convirtiéndose así, en el segundo sencillo que no logra entrar en los diez mejores.
On Your Radar es lanzado el 21 de noviembre de 2011 en este disco las chicas vuelven a contar con la participación de los escritores y productores Steve Mac e Ina Wroldsen quienes ya habían trabajado con ellas en trabajos previos, además se suma a este trabajo Brian Higgins, quien había colaborado previamente con Girls Aloud. El disco tuvo una fría acogida por parte público y de la crítica recibiendo críticas mixtas y alcanzando el puesto #23 en las listas del Reino Unido, convirtiéndose así en el primer álbum que no logra entrar en el Top 10.

#### All Fired Up Live!
Tal y como se comentaba en el documental What Goes On Tour, el grupo anunció su primera gira por arenas para diciembre de 2011, prevista para comenzar poco después del lanzamiento del álbum en el último tercio del año. Esta tuvo por nombre All Fired Up Live!, los boletos fueron lanzados el 13 de junio de 2011 y tuvo 11 fechas confirmadas, a finales de junio se anunciaron las fechas para Irlanda. En esta gira Una actuó embarazada de su primera hija.

### 2012-2014:Living For The WeekendyChasing The Saturdays
El grupo anuncio en una entrevista con Capital FM que su nuevo sencillo se llamaría "30 Days", dijeron que sería "Muy pop" "asombroso" y "loco". Este fue presentado el 30 de marzo de 2012 en el BBC Radio 1's Breakfast Show con Chris Moyles y el vídeo fue subido a su cuenta de Youtube el 5 de abril de 2012. "30 days" alcanzó el puesto #7 en los UK Singles Chart haciéndolo su undécimo top diez. Las chicas confirmaron que estaban trabajando en su cuarto álbum de estudio.
Unos meses después la banda firmó un contrato con Island Def Jam y Mercury Records para comenzar a hacer música en los Estados Unidos. Para entrar en alto perfil al mercado musical mundial, las chicas hicieron su primer reality show llamado "Chasing The Saturdays" a través de E! Entertainment, el cual fue estrenado primeramente en Estados Unidos y Canadá el 20 de enero de 2013, para luego ser emitido en Reino Unido y en otros países como Alemania y Francia, el programa tuvo como fin introducir a la banda en América. A la campaña también se le suman el lanzamiento de su primer EP en tierras americanas titulado del mismo nombre y diversas presentaciones en eventos.
"What About Us" se convierte en el primer lanzamiento mundial de la banda, fue lanzado el 18 de diciembre en Estados Unidos y el 17 de marzo en Reino Unido, este logra alcanzar el puesto #27 en el Dance/Club Play Songs de Billboard, el #79 en el Canadian Hot 100 y el #1 en los UK Singles Chart con 114,000 copias vendidas en su primera semana derrotando a Mirrors de Justin Timberlake y convirtiéndose en uno de los sencillos mejor vendidos en su primera semana de ventas. Con esta canción las chicas consiguieron su primer número uno en su tierra natal. Después de enterarse de la buena noticia agradecieron a sus fanes a través de Facebook por su apoyo en esos 5 años de carrera. "What About Us" ha vendido 500,000 copias en todo el mundo. El nuevo álbum de estudio se llamaría "The Chase" pero luego Una Foden aclaró que ese título era solo de "trabajo" y no el oficial. El próximo sencillo de la campaña fue "Gentleman". la revista "Daily Mirror" informó que el video musical contaría con dobles la canción se estrenó el 9 de mayo de 2013 a través de la radio y fue lanzada digitalmente el 30 de junio. Así como "Work" y "My Heart Takes Over", "Gentleman" fue el tercer sencillo que no entró en el Top diez del Reino Unido alcanzando solamente el puesto #14. Un tiempo después las chicas informaron a través de Facebook que el próximo sencillo se llamaría "Disco Love", este se estrenó el 19 de agosto de 2013 en el programa Capital Breakfast de la radio Capital FM. El video oficial fue apareció en YouTube el 25 de agosto de 2013 y la canción fue lanzada para su descarga digital el 4 de octubre de 2013 en Irlanda y el 6 de octubre en Reino Unido. "Disco Love" supuso otro Top 10 para la banda alcanzando el puesto #5 en los UK Singles Chart.
El día 4 de septiembre de 2013 las chicas revelaron la portada y la lista de canciones de su cuarto álbum de estudio que tiene por nombre Living For The Weekend. El disco salió al mercado el 14 de octubre de 2013. Living For The Weekend debutó en el puesto #10 en el Reino Unido y se convirtió en el tercer álbum de estudio que formó parte de los 10 mejores aunque la semana siguiente cayó al #34 y se estima que sólo ha vendido unas 18.000 copias. A pesar de las escasas ventas de Living For The Weekend, la banda decide realizar el quinto sencillo de la promoción titulado "Not Giving Up", esta fue descrita por los críticos como una de las mejores del álbum. El video fue publicado el 19 de febrero de 2014. La canción salió a la venta el 4 de abril de 2014 y alcanzó el puesto #19 en UK convirtiéndose así en el cuarto sencillo en no entrar en los diez mejores.

### 2014:Finest Selection: The Greatest Hits
A modo de agradecimiento, las chicas lanzaron su primer álbum recopilatorio titulado Finest Selection: The Greatest Hits que incluye todos sus sencillos, b-sides y además 3 canciones nuevas en las que se encuentran "What Are You Waiting For" el primer y único sencillo de la promoción que fue lanzado el 10 de agosto de 2014 y alcanzó la posición #38 en los UK Singles Chart. El CD de grandes éxitos alcanzó el puesto #10. Las chicas también hacen una gira titulada "Greatest Hits-Live" que constó de 12 fechas.

## Miembros

### Frankie Bridge
Frankie Bridge (nacida Sandford el 14 de enero de 1989 en Londres, Inglaterra) es una cantante, bailarina y actriz británica. Su primer hijo, nacido el 18 de octubre de 2013, lleva por nombre Parker Raye Bridge.
Frankie empezó su carrera en el año 2001 en el grupo pop S Club Juniors, que fue luego, a partir de abril de 2003, renombrado como S Club 8, tras la separación de S Club 7, y más tarde, como I Dream, debido al nombre de su serie de TV, filmada en España. Se trató de un spin-off del grupo S Club 7. Antes de unirse a S Club 8, Frankie también apareció en el programa "SMTV Live" como animadora. La banda se separó en 2005. Rochelle también formó parte de este grupo. Ha participado en la 12.ª temporada del concurso de baile de la BBC, Strictly Come Dancing, en la que quedó finalista.
Respecto a su vida sentimental, ha sido pareja del también cantante Dougie Poynter componente de la banda McFly. Actualmente está casada con el jugador de fútbol Wayne Bridge con el que tiene dos hijos, Parker y Carter.

### Rochelle Humes
Rochelle Humes (nacida Wiseman, el 21 de marzo de 1989 en Barking, Londres, Inglaterra) es una cantante británica, que se dio a conocer por su trabajo en la banda pop S Club 8 junto con su compañera de banda actual, Frankie.
Nació en Barking, Londres. Sus padres se separaron cuando ella tenía 3 años. Fue a la escuela en Hunchurch, Londres. No tiene relación con su padre. Está casada con uno de los integrantes de la ex-boyband JLS, Marvin Humes. El 22 de noviembre de 2012 Marvin anunció en Twitter que estaba embarazada de su primera hija que nació el 20 de mayo de 2013. La niña lleva por nombre Alaia-Mai Humes.

### Una Foden
Una Foden (nacida Healy el 10 de octubre de 1981) es una cantante, guitarrista y compositora irlandesa, que es la más mayor de las integrantes.
Foden nació en Thurles, County Tipperary, República de Irlanda. Sus padres son Anne y John Healy. Tiene una hermana que se llama Deirdre. Viene de un ambiente musical y es la sobrina del cantante de country Declan Nerney. Es la prima del atleta irlandés Paul Hession.
Con 13 años, abandonó la natación y decidió aprender a tocar la guitarra de su madre y desde entonces empezó a escribir sus propias canciones.
Después de terminar el instituto, con 18 años, decidió tomarse un año y convertirse en una secretaria médica. Desde entonces estudió enfermería y posteriormente educación primaria, pero finalmente decidió seguir adelante y seguir su pasión, la música, a los 23 años de edad. Una empezó su carrera musical tocando la guitarra y cantando en pubs y clubs de Irlanda, en solitario y en bandas.
Mientras que ella encontraba el éxito poco a poco en su Irlanda nativa como una artista solitaria de indie, sintió que no tenía una dirección firme en su carrera. Por lo tanto, en el verano de 2007 voló hasta Londres para ganar más experiencia y acudió a una audición para The Saturdays la cual fue su primera audición a un nivel mayor y en el extranjero.
Foden actualmente tiene una relación sentimental con el jugador de rugby Ben Foden. El 13 de marzo de 2012 nació su hija Aoife Belle Foden. Ese mismo año la pareja anunció que estaban comprometidos. Se casaron el 30 de junio de 2012 en Irlanda. Su segundo hijo, Tadhg John Foden, nació el 2 de febrero de 2015.

### Mollie King
Mollie King (nacida el 4 de junio de 1987) es una cantante y compositora británica que se dio a conocer por el grupo Fallen Angelz, el cual apareció en la versión británica del show Factor X.
King nació en Wandsworth, Londres. Es la más joven de tres hermanas, Ellen y Laura King. Asistió a la Escuela Secundaria Surbiton High School, en Kingston upon Thames, Gran Londres. King estaba en el equipo de esquí de Alto Surbiton con otros alumnos como Chemmy Alcott. Más tarde se unió al equipo de esquí de Gran Bretaña como uno de los más jóvenes en el equipo y posterior se unió al equipo de esquí alpino inglés. A pesar de tener un futuro prometedor en este deporte, ella lo dejó para seguir su sueño de ser cantante y pertenecer a una girl band, aun así King logró tres A, en Psicología, Ciencias Económicas y Empresariales y Deporte. A los diecinueve años fue finalista de Miss Guildford; en 2005 Mollie se presentó por primera vez al Factor X.
Respecto a su vida sentimental, ha sido pareja del productor musical Jordan Omley. Se llegó a rumorear que tenía una relación sentimental con el príncipe Enrique de Sussex, pero rápidamente fue desmentida por ella misma afirmando que "sólo eran amigos". Actualmente tiene una relación sentimental uno de los modelos británicos más cotizados David Gandy, con el que ya tuvo una relación hace años.

### Vanessa White
Vanessa White (nacida el 30 de octubre de 1989) es una cantante y compositora británica, que es la integrante más joven de la banda.
A pesar de que tenía un contrato como solista, White decidió presentarse a la audición en 2007. Rápidamente trabó amistad con las otras cuatro integrantes de la banda, quienes suelen referirse a ella como la Christina Aguilera de la banda debido a su tipo de voz. Al inicio White y su compañera de banda, Una Foden, establecieron una fuerte amistad, ya que descubrieron que eran muy parecidas, pero con el tiempo ha logrado a entablar una mejor amistad con el resto de integrantes del grupo musical. White ha sido comparada con las cantantes estadounidenses Alicia Keys, Beyoncé y Mariah Carey.
Junto con Mollie, son los únicos dos miembros del grupo que todavía no han sido madres. Actualmente es pareja de Gary Salter.

## Discografía
| Álbumes de estudio - Chasing Lights (2008) - Wordshaker (2009) - On Your Radar (2011) - Living For The Weekend (2013) - Finest Selection: The Greatest Hits (2014) Remixes y EP - Headlines! (2010) - Chasing the Saturdays (2013) | Sencillos - 2008: "If This Is Love" - 2008: "Up" - 2009: "Issues" - 2009: "Just Can't Get Enough" - 2009: "Work" - 2009: "Forever Is Over" - 2010: Ego - 2010: "Missing You" - 2010: "Higher" - 2011: "Notorious" - 2011: "All Fired Up" - 2011: "My Heart Takes Over" - 2012: "30 Days" - 2012: "What About Us" - 2013: "Gentleman" - 2013: "Disco Love" - 2014: "Not Giving Up" - 2014: "What Are You Waiting For" |

### Giras
| Como primera línea: - 2009: The Work Tour, iniciado el 2 de junio de 2009 en Glasgow. - 2011: The Headlines Tour iniciado el 2 de febrero de 2011 en Rhyl - 2011: All Fired Up Tour, comenzó el 2 de diciembre de 2011 en Bournemouth. - 2014: Greatest Hits-Live, comenzó el 7 de septiembre de 2014 en Glasgow. | Como grupo telonero: - 2008: Tangled Up Tour, de la banda Girls Aloud. - 2009: Take That Present: The Circus Live. |

## Programas para Televisión

### The Saturdays 24/7
Este documental está compuesto por cuatro episodios y fue emitido originalmente por el canal británico ITV2, del 26 de agosto al 16 de septiembre de 2010. El programa repasa el trabajo que realizó el grupo durante el verano de 2010, centrándose en los conciertos estivales, la promoción del sencillo Missing You, el álbum Headlines! y la grabación del videoclip de Higher en Los Ángeles.
En cada uno de los episodios el grupo realiza una actuación en exclusiva de sus éxitos, por este orden: Ego, Higher, Up y un acústico de Missing You.

### Ghosthunting with...The Saturdays
Ghosthunting with... es un formato de la televisión británica ITV que emite alrededor de 3 programas por temporada, y que consiste en un viaje guiado por los lugares más encantados del Reino Unido, realizado por artistas famosos y con la experta en lo paranormal, Yvette Fielding.
The Saturdays participaron en el programa emitido el 8 de noviembre de 2010, y recorrieron tres localizaciones: el bloque de cocinas de un edificio, una torre del reloj y una mansión.
Durante el trayecto, las chicas tuvieron experiencias directas con los seres del más allá: en el bloque de cocinas, Rochelle aseguró haber sentido una mano en su pierna; en la torre del reloj practicaron una Ouija, comunicándose con un fantasma que aseguraba estar ligado al pasado de Una. Finalmente en la mansión, Una estableció una relación con el fantasma de una niña, que le pasaba rodando una pequeña canica a lo largo de los pasillos.
Durante el desarrollo de las visitas, Vanessa quiso abandonar el grupo dos veces por tener demasiado miedo de continuar, y Mollie se negó a practicar la Ouija, esperando al resto en el exterior de la torre del reloj.

### The Saturdays: What Goes On Tour...
En este documental de Channel 4 seguimos a las chicas durante la realización del Headlines Tour. Cada uno de los cinco episodios sigue a un miembro distinto del grupo, para contar su experiencia personal durante la gira.

### Chasing The Saturdays
El grupo planea su primera incursión en Estados Unidos de la mano de un programa de telerrealidad para la cadena E! que emitirá el programa en EE. UU. y Reino Unido a principios de 2013. La primera temporada cuenta con 10 episodios y relata los primeros pasos del grupo en su intento de introducirse en el mercado americano. El reality no fue renovado por una segunda temporada debido a sus bajos datos de audiencia.

### Our Story
En este libro cada miembro del grupo relata por separado su vida antes de unirse a la banda, sus trabajos anteriores, sus razones para presentarse a los cástines del grupo, sus impresiones durante los mismos...así hasta llegar a los primeros lanzamientos como parte de The Saturdays. También incluye numerosas fotografías tanto profesionales como caseras, comentadas por las chicas. El libro se puso a la venta el 14 de octubre de 2010, como parte de la campaña de promoción del álbum Headlines!